# Cristigibba wesselensis
Cristigibba wesselensis är en snäckart som först beskrevs av Cox 1868.  Cristigibba wesselensis ingår i släktet Cristigibba och familjen Camaenidae. IUCN kategoriserar arten globalt som otillräckligt studerad. Inga underarter finns listade i Catalogue of Life.